# Стрептолирион
Стрептолирион, или Скрученнобороздник (лат. Streptolirion), — небольшой род растений семейства Коммелиновые (Commelinaceae).

## Этимология
Латинское название рода происходит от греческих слов «στρεπτος» — скрученный, и «λειριον» — лилия, то есть «вьющаяся лилия». Название дано из-за жизненной формы лианы.

## Виды
Род включает 2 вида:
- Streptolirion lineare Fukuoka & N.Kurosaki (1991)
- Streptolirion volubile Edgew. (1845) — Стрептолирион вьющийся